# Козохово
Козохово — село Ростовского района Ярославской области, входит в состав сельского поселения Поречье-Рыбное. 

## География
Расположено в 5 км на юго-восток от центра поселения посёлка Поречье-Рыбное и в 19 км на юг от Ростова.

## История
Церковь в селе построена в 1804 году лейб-гвардии поручиком Алексеем Ивановичем Кологривовым, заключала в себе два престола: Казанской Божией Матери и Воздвижения креста Господня. Колокольня была построена вместе с церковью.  
В конце XIX — начале XX село входило в состав Ворожской волости Ростовского уезда Ярославской губернии. В 1885 году в селе было 33 двора.
С 1929 года село входило в состав Климатинского сельсовета Ростовского района, с 1960 года — в административном подчинении рабочего посёлка Поречье-Рыбное, с 2005 года — в составе сельского поселения Поречье-Рыбное.

## Население
| 1859 | 1914 | 2007 | 2010 |
| ---- | ---- | ---- | ---- |
| 120  | ↗350 | ↘4   | ↗9   |

## Достопримечательности
В селе расположена недействующая Церковь Казанской иконы Божией Матери (1804).